# Marlene Kuntz
Pour les articles homonymes, voir Kuntz.
Marlene Kuntz est un groupe de rock italien, originaire de la province de Coni,,. Émergeant sur la scène rock italienne au milieu des années 1990, ils sont stylistiquement proches de la fusion entre le noise et le style vocal de Sonic Youth,, et des groupes de noise rock en général, tout en maintenant une forte veine dans l'écriture,.

## Biographie

### Origines
Le noyau original de Marlene Kuntz est formé en 1987, par le batteur Luca Bergia et le guitariste Riccardo Tesio, qui joueront régulièrement avec divers amis musiciens à Bergia. En 1988, ils sont rejoints par le bassiste Franco Ballatore, et, l'hiver de la même année, ils trouvent une salle de répétition à Confréria, dans la ville de Coni.
Peu de temps après, en 1989, le guitariste et chanteur Cristiano Godano, ex-membre de Jack on Fire, est recruté, ; Jack on Fire est, à cette période, un groupe de rock local à peine séparé, dans lequel Godano chantait et jouait de la guitare et qu'en 1988 et avec lequel il avait participé au Arezzo Wave. Cristiano commence à travailler sur les morceaux de guitare et à écrire les paroles. Il présente également au groupe Alex Astegiano, ancien batteur de Jack on Fire, qui deviendra la voix principale de Marlene Kuntz.
Juste avant son premier concert, le groupe cherche un nom. Astegiano propose Marlene, qui s'inspire de la fascination exercée par l'actrice Marlene Dietrich sur l'imaginaire collectif. Puis Godano ajoute Kuntz, après avoir écouté un morceau des Butthole Surfers intitulé Kuntz, un argot anglais qui désigne les chattes italiennes. Ils optent alors pour Marlene Kuntz e le sue suppellettili (les meubles en italien, car les membres avaient pour habitude d'en utiliser pour créer des sons). Cette idée est plus tard abandonnée pour éviter les malentendus, et prend le nom définitif de Marlene Kuntz. Leur premier concert se déroule le 13 mai 1989 au Parc du Monviso à Coni, où le groupe interprète des morceaux originaux, tels que 1º 2º 3º et La verità, et une reprise de Jack on Fire, Emozioni nascoste.

### Années 1990
En février 1990, Marlene Kuntz enregistre une démo quatre pistes : La verità, Trasudamerica, 1º 2º 3º et Capello lungo, qui reçoivent immédiatement une réponse très positive de la part des critiques. En avril la même année, ils enregistrent leur première vidéo, pour la chanson Merry Xmas. Après le concert du 25 avril à Cortemilia, Alex Astegiano quitte le groupe pour des raisons de travail. Cristiano Godano prend sa place au chant tout en continuant à jouer de la guitare. Avec cette nouvelle formation, Marlene Kuntz enregistre une nouvelle démo quatre pistes en juillet : Donna L, Gioia che mi, Signor Niente et Merry Xmas. Malgré un retour positif sur le changement de chanteur, la démo est moins bien accueillie que prévu et le groupe décide d'en enregistrer un troisième.
En mars 1992, les Marlene se revoient en studio pour la troisième démo, qui comprend MK, Fuoco, La Divina, et Ape Regina, un morceau instrumental édité par Giulio Tedeschi, produite et éditée par le label turinois Toast Records. La démo est un succès immédiat qui les propulse vers le Rock Targato Italia. Cet événement sélectionne les groupes qui apparaitront dans leur compilation. Marlene Kuntz, grâce à sa démo, fait partie des seize finalistes de la cinquième édition, et se produit à Milan en mai 1992,. Le groupe ne parvient pas à se placer parmi les huit premiers ; cependant, l'un d'entre eux se désiste et Marlene est choisi pour apparaitre sur la compilation. En juillet, ils se retrouvent en studio avec Gianni Maroccolo pour enregistrer Canzone di domani.
À l'été 1993, juste avant la signature d'un contrat avec Gianni Maroccolo, MCA Records contacte le groupe et leur demande d'enregistrer un album à la place d'un EP. Le groupe accepte et, en décembre 1993, commence les enregistrements, produits par Marco Lega, qui à partir de ce moment travaillera régulièrement avec le groupe. Les chansons ont été enregistrées entre janvier et mars 1994. Le 13 mai, le premier album est publié sous le nom de Catartica, ; leur premier publié par le label Consorzio Produttori Indipendenti. Une reprise de Lieve, chanson incluse dans l'album, est jouée live dans les studios de la station de télévision Videomusic,. Entretemps, le groupe commence sa tournée en soutien à l'album, qui les emmène dans toute l'Italie et se termine pendant l'hiver 1995. L'année suivante, en raison d'engagements professionnels, Enria part et est remplacé par Dan Solo.
En 1998, Marlene Kuntz publie l'EP Come di sdegno, qui comprend les titres inédits Aurora et Questo e altro, une version remixée de Come stavamo ieri,. Après deux ans de travail en studio, le 14 janvier 1999 sort l'album Ho ucciso paranoia en deux éditions : un disque unique contenant l'album, et l'autre double, accompagné d'un deuxième album contenant seize pistes extraites de jam sessions, intitulé Ho ucciso Paranoia + Spore,.

### Années 2000

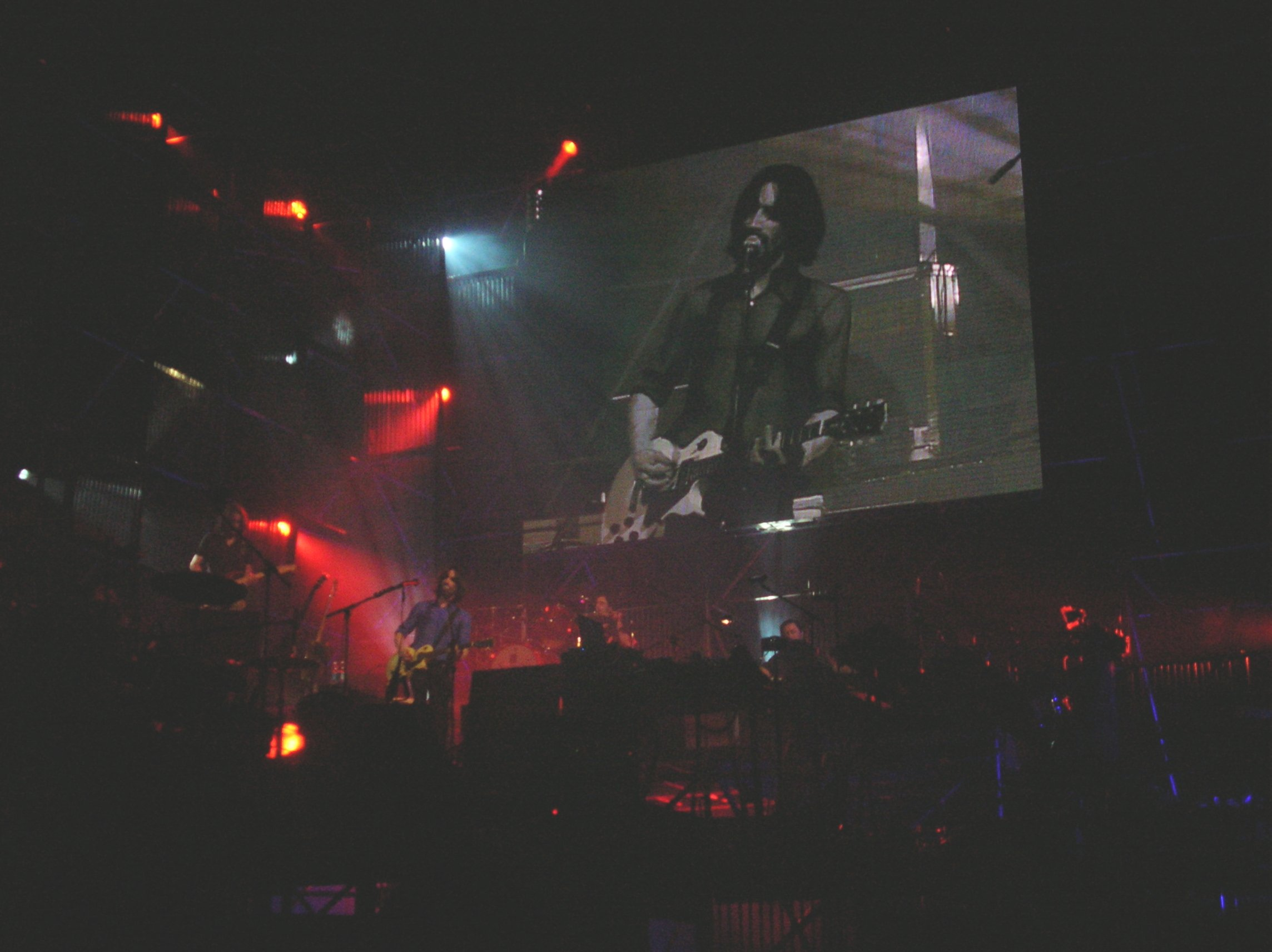
Marlene Kuntz en concert à Turin en 2006.

Leur quatrième album, et premier à ne pas être produit par Marco Lega, est une coproduction entre Marlene Kuntz et Gianni Maroccolo. Les enregistrements commencent en juillet 2000 et se terminent en un mois. Le 13 octobre 2000 sort Che cosa vedi,, contenant une collaboration avec Skin sur le morceau La canzone che scrivo per te,. Les ventes d'album dépassent cinquante mille exemplaires, les certifiant ainsi de disque d'or. En janvier 2001, une tournée commence et se termine en octobre.
En 2001, un EP est publié en Italie et intitulé Cometa,, contenant huit chansons, certaines déjà publiées et représentées en live ou remixées pour l'occasion, et deux inédits : Cometa et Playboys latini. Pour le marché européen, l'album Spore est publié la même année (à ne pas confondre avec le deuxième album du double album Ho ucciso Paranoia + Spore), une compilation de quatorze morceaux tirés d'anciens albums et réédités
Pour l'enregistrement d'un cinquième album, Marlene Kuntz s'installe à Berlin, où il travaille avec les producteurs Rob Ellis et Head. L'album Senza peso, est publié le 7 février 2003,. Il est leur premier à sortir au label Virgin Records,. Le 28 mai 2004, un autre EP est sorti, Fingendo la poesia,, contenant respectivement Prima et Poi, premier et dernier morceaux : deux improvisations enregistrées pendant la tournée Senza peso. L'EP contient également les premières reprises enregistrées et publiées par le groupe : Non gioco più de Mina, et Alle prese con una verde milonga de Paolo Conte,.
Le 13 octobre 2006, le deuxième album live du groupe, intitulé S-Low,, et le DVD Marlene Kuntz - MTV Storytellers est sorti, contenant le concert le 23 novembre 2005 pour l'émission MTV Storytellers tenue à la Chambre Magna Santa Lucia de l'Università di Bologna,. Le 14 septembre 2007, sort le septième album intitulé Uno,.
S'ensuit une tournée, l'Uno Live in Love Tour, durant laquelle Marlene Kuntz est rejoint par le bassiste Luca Saporiti et le multi-instrumentiste Davide Arneodo,. Le 7 mai 2008 sort l'album hommage au groupe Diaframma, intitulé Il dono - Artisti vari reinterpretano i Diaframma, dans lequel Kuntz reprend le morceau Siberia.

### Années 2010
Marlene Kuntz se lance dans un nouveau projet, Beautiful, en juin 2009,, qui fait participer toute la formation, avec Maroccolo et Howie B. Ce nouveau groupe, dans lequel Godano chante en anglais, se produit dans de nombreux concerts, y compris le Concerto del Primo Maggio 2010. Le 14 septembre 2010 sort le premier album,.
Le 23 novembre la même année, sort un nouvel album de Marlene Kuntz, Ricoveri virtuali e sexy solitudini, huitième album studio, produit par Howie B et enregistré avec la participation de Luca Saporiti et Davide Arneodo,,. La sortie de l'album est précédée par celle du single Paolo anima salva, diffusé à la radio le 22 octobre 2010.
En 2012, le groupe participe à la 62ª edizione du Festival de Sanremo, jouant le morceau Canzone per un figlio.
Les 24 et 29 octobre 2017, ils jouent au théâtre Viaggio musicale nella pellicola di Murnau tra parole e immagini.
Le 23 mars 2023, Luca Bergia est décédé à l'âge de 54 ans : l'ancien batteur a été retrouvé sans vie à son domicile de Coni).

## Membres

### Membres actuels
- Cristiano Godano – chant, guitare électrique (depuis 1989)
- Riccardo Tesio – guitare (depuis 1987)
- Luca Bergia (†) – batterie, percussions, chœurs (depuis 1987 - 2021)
- Sergio Carnevale – batterie , percussions, chœurs (2021 - )
- Luca Lagash Saporiti – basse, chœurs (depuis 2007)

### Membre de tournée
- Davide Arneodo – multi-instruments (2007–2014, depuis 2018)

### Anciens membres
- Alex Astegiano – chant, percussions (1987–1990)
- Franco Ballatore – basse (1988–1993)
- Gianluca Viano – basse (1993–1994)
- Paolo Enria – basse (1994–1995)
- Dan Solo – basse (1995–2004)
- Gianni Maroccolo – basse (2004–2007)
- Rob Ellis – claviers (2005)

## Discographie
- 1994 : Catartica
- 1996 : Il vile
- 1998 : Come di sdegno (EP)
- 1999 : Ho ucciso paranoia
- 1999 : H.U.P. Live in Catharsis
- 2000 : Che cosa vedi
- 2001 : Cometa (EP)
- 2003 : Senza peso
- 2004 : Fingendo la poesia (EP)
- 2005 : Bianco sporco
- 2006 : S-Low (Live)
- 2007 : Uno
- 2009 : Best of Marlene Kuntz
- 2009 : Cercavamo il silenzio... (CD+DVD Live)
- 2010 : Ricoveri virtuali e sexy solitudini
- 2012 : Canzioni per un figlio
- 2013 : Nella tua luce
- 2014 : Pansonica [EP]
- 2016 : Lunga Attesa

### Singles
- 1993 : Fuoco su di te
- 1994 : Merry X-Mas
- 1994 : Lieve
- 1996 : Come stavamo ieri
- 1996 : Festa mesta (live)
- 1999 : L'odio migliore
- 1999 : Infinità
- 1999 : Le Putte
- 1999 : In delirio
- 1999 : Canzone di domani (live)
- 1999 : Sonica (live)
- 2000 : Canzone di oggi
- 2000 : La canzone che scrivo per te
- 2000 : Serrande alzate
- 2003 : A fior di pelle
- 2003 : Notte
- 2005 : Poeti
- 2005 : Bellezza
- 2007 : Musa
- 2009 : Impressioni di settembre
- 2009 : Canzone in prigione
- 2010 : Paolo anima salva
- 2011 : Io e me
- 2011 : Vivo
- 2011 : Un piacere speciale
- 2012 : Canzone per un figlio
- 2012 : Il partigiano
- 2012 : Monnalisa
- 2013 : Solstizio
- 2013 : Il genio (L'importanza di essere Oscar Wilde)
- 2013 : Seduzione
- 2014 : Sotto la luna
- 2016 : Fecondità
- 2016 : Leda